# La Chanteuse de rue
La Chanteuse de rue est un tableau réalisé par Édouard Manet en 1862. La modèle fétiche de l'artiste, Victorine Meurent, y est représentée sous les traits d'une chanteuse sortant d'un cabaret à la nuit tombée, tout en croquant quelques cerises.
La scène a été directement inspirée à Manet par une rencontre qu'il fit une nuit avec une femme répondant à la même description. Lui demandant immédiatement de poser pour lui, la jeune femme aurait refusé, et Manet se serait alors exclamé : « Si elle ne veut pas, j'ai Victorine ! ».